# Handley Page HP.88
L'Handley Page HP.88 fu un aereo sperimentale sviluppato dall'ufficio tecnico dell'azienda aeronautica britannica Handley Page Ltd. tra i tardi anni quaranta ed i primi anni cinquanta e costruito per suo conto dalla Blackburn Aircraft Ltd. Il suo scopo era fornire dati tecnici da riversare sullo sviluppo del bombardiere strategico Handley Page HP.80 Victor del quale era sostanzialmente una copia in scala ridotta del 36% .

## Storia del progetto
Il progetto venne concepito per rispondere alla specifica E.6/48 emessa nel 1948 dall'Air Ministry, il ministero che in quel periodo nel Regno Unito sovraintendeva a tutta l'aviazione civile e militare britannica, per un velivolo sperimentale da usare come banco di prova volante per i test aerodinamici che sarebbero stati poi trasferiti all'Handley Page HP.80 Victor, uno dei tre V bomber che sarebbero stati adottati dalla Royal Air Force. Il progetto venne originariamente commissionato alla General Aircraft (GAL) con sede all'Hanworth Aerodrome, ma il lavoro venne spostato al Brough Aerodrome dopo che la GAL si fuse con la Blackburn. L'HP.88 conservava la particolare configurazione alare a freccia crescente, che aveva la peculiarità di rendere sempre maggiore l'ampiezza dell'angolo alare, e l'impennaggio "a T" che sarebbero stati adottati dal "fratello maggiore", mentre la fusoliera era basata su quella del Supermarine Attacker. Il progetto era stato identificato con la designazione Blackburn/SBAC YB-2 e destinato a ricevere l'immatricolazione militare VX330.
La fusoliera venne costruita dalla Supermarine Aviation Works con la designazione Supermarine Type 521 e fu in seguito consegnata allo stabilimento Blackburn di Brough. Finito di assemblare le varie parti, l' HP.88 venne portato in volo per la prima volta il 21 giugno 1951 dalla pista di Carnaby, vicino a Bridlington, nella contea dell'East Riding of Yorkshire. Dopo il primo periodo di test eseguito dalla Blackburn, dove vennero rilevati fenomeni di pitching ad alta velocità, l'HP.88 venne consegnato alla Handley Page, ed il 6 agosto di quello stesso anno venne condotto in volo all'Aeroporto di Londra-Stansted per iniziare una seconda fase di test.
Il 26 agosto 1951, durante la preparazione per l'esibizione dell'HP.88 al 1951 SBAC Air Display di Farnborough, il Flt-Lt D.J.P. Broomfield DFM, pilota collaudatore in seconda della Handley Page, al quale era stato affidato il programma di prove, effettuò un passaggio radente ad alta velocità sopra Stansted, ad un'altezza di 300 ft (circa 90 m) e ad una velocità di 525 kt (972,3 km/h). Improvvisamente il velivolo iniziò ad oscillare in maniera incontrollata terminando con un repentino innalzamento del naso che causò la rottura della sua struttura, precipitando a terra in pezzi e causando la morte del pilota. La commissione incaricata di indagare sull'accaduto indicò come elemento scatenante un malfunzionamento del sistema dei servocontrolli del piano orizzontale.
Fino a quel momento il velivolo aveva volato solo 14 ore, troppo poco per raccogliere informazioni utili, tuttavia la perdita dell'HP.88 non influì che marginalmente nel progetto del V bomber, dato che al momento del suo volo inaugurale vi erano già due prototipi dell' HP.80 Victor in avanzata fase di costruzione.